# Homelix
Homelix – rodzaj chrząszczy z rodziny kózkowatych i podrodziny zgrzypikowych.

## Zasięg występowania
Przedstawiciele tego rodzaju występują w Afryce Subsaharyjskiej.

## Systematyka
Do Homelix należy 11 gatunków i 3 podrodzaje:
- Podrodzaj: Homelix Thomson, 1858
  - Homelix annuliger
  - Homelix cribratipennis
  - Homelix cruciata
  - Homelix lituratus
  - Homelix morini
  - Homelix variegatus
- Podrodzaj: Hypomelix Breuning, 1937
  - Homelix albofasciatus
  - Homelix arcuata
  - Homelix decussatus
- Podrodzaj: Monotylus Kolbe, 1893
  - Homelix klingi
  - Homelix vittatus